# Daniel C. Oliver

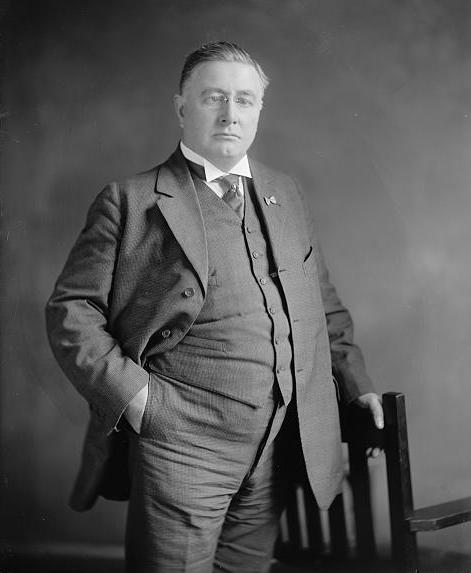
Daniel C. Oliver

Daniel Charles Oliver (* 6. Oktober 1865 in New York City; † 26. März 1924 ebenda) war ein US-amerikanischer Politiker. Zwischen 1917 und 1919 vertrat er den Bundesstaat New York im US-Repräsentantenhaus.

## Werdegang
Daniel Charles Oliver besuchte öffentliche Schulen und graduierte am College of the City of New York. Er arbeitete 20 Jahre lang in der Schulbehörde. Dann war er Importeur für Trockengut und Mitglied der Commercial Travelers’ Association. Er saß 1914 und 1915 in der New York State Assembly. Politisch gehörte er der Demokratischen Partei an.
Bei den Kongresswahlen des Jahres 1916 für den 65. Kongress wurde Oliver im 23. Wahlbezirk von New York in das US-Repräsentantenhaus in Washington, D.C. gewählt, wo er am 4. März 1917 die Nachfolge von William Stiles Bennet antrat. Da er auf eine erneute Kandidatur 1918 verzichtete, schied er nach dem 3. März 1919 aus dem Kongress aus. Seine Kongresszeit war vom Ersten Weltkrieg überschattet.
Nach seiner Kongresszeit widmete er sich in New York City wieder seinen früheren Geschäftsaktivitäten. Er starb dort am 26. März 1924 und wurde auf dem Calvary Cemetery in Long Island City beigesetzt.

## Hinweise
1. ↑  Unter Trockengut versteht man Getreide, Tee, Zucker etc.